# A58 (Italië)
De Autostrada A58 of Tangenziale Est Esterna di Milano (TEEM) is een 32 kilometer lange Italiaanse autosnelweg die deel uitmaakt van de rondweg Tangenziale di Milano. Dit is het meest oostelijke deel van de rondweg, parallel met de A51.
De A58 begint bij de Autostrada A4 bij Agrate Brianza en loopt via een knooppunt met de A35 tot het knooppunt met de A1. De snelweg werd geopend op 23 juli 2014 en wordt beheerd door het bedrijf Società Tangenziali Esterne di Milano.